# Thomas Witteroos
Thomas Witteroos (onbekend - 24 maart 1575) was een Nederlandse schilder en landmeter. Hij was in dienst van het gewest Gelderland en tekende voor zijn opdrachtgever een groot aantal landkaarten. Hiervan zijn er 31 als origineel bewaard gebleven en 2 stuks als een 17e-eeuwse kopie. Zijn kaarten dienden ook als basis voor het werk van latere landmeters.

## Biografie
Witteroos werd geboren als Thomas Janszoon. Zijn geboortedatum is onbekend, evenals de plaats waar hij zijn jeugd doorbracht.
Hij woonde van 1553 tot 1572 in Schoonhoven en was daar werkzaam als schilder. Hij volgde hiervoor een opleiding en kon vanaf 1558 de titel ‘meesterschilder’ voeren. In Schoonhoven stond hij bekend als Thomas de Schilder.

### Landmeter
Om aan voldoende inkomsten te komen richtte Witteroos zich ook op de landmeetkunde. Van de Gelderse Rekenkamer kreeg hij in 1568 de opdracht om de in beslag genomen Culemborgse goederen op te meten; de graaf van Culemborg had zich namelijk in 1566 bij de opstand aangesloten en zijn bezittingen waren door de Spaanse koning geconfisqueerd. Witteroos wilde graag in vaste dienst komen van de Gelderse overheid, die naarstig op zoek was naar goede landmeters. Omdat Witteroos geen officiële erkenning als landmeter had, was dit echter niet mogelijk. Hij zou examen moeten doen bij een erkende landmeter, maar in zowel Gelderland als Holland was er niemand die dit examen kon afnemen. Uiteindelijk nam Gelderland hem alsnog aan, nadat diverse plaatselijke overheden en procureur van de koning Reinier Moons hadden verklaard dat Witteroos voldeed als landmeter en tevens een goed katholiek was. Zodoende kon hij op 4 november 1569 de eed afleggen voor de Gelderse Rekenkamer, een jaar later gevolgd door een eed van trouw aan koning Filips II.
Van 1568 tot 1575 maakte Witteroos als Gelders landmeter bijna 80 kaarten en twee kaartboeken.

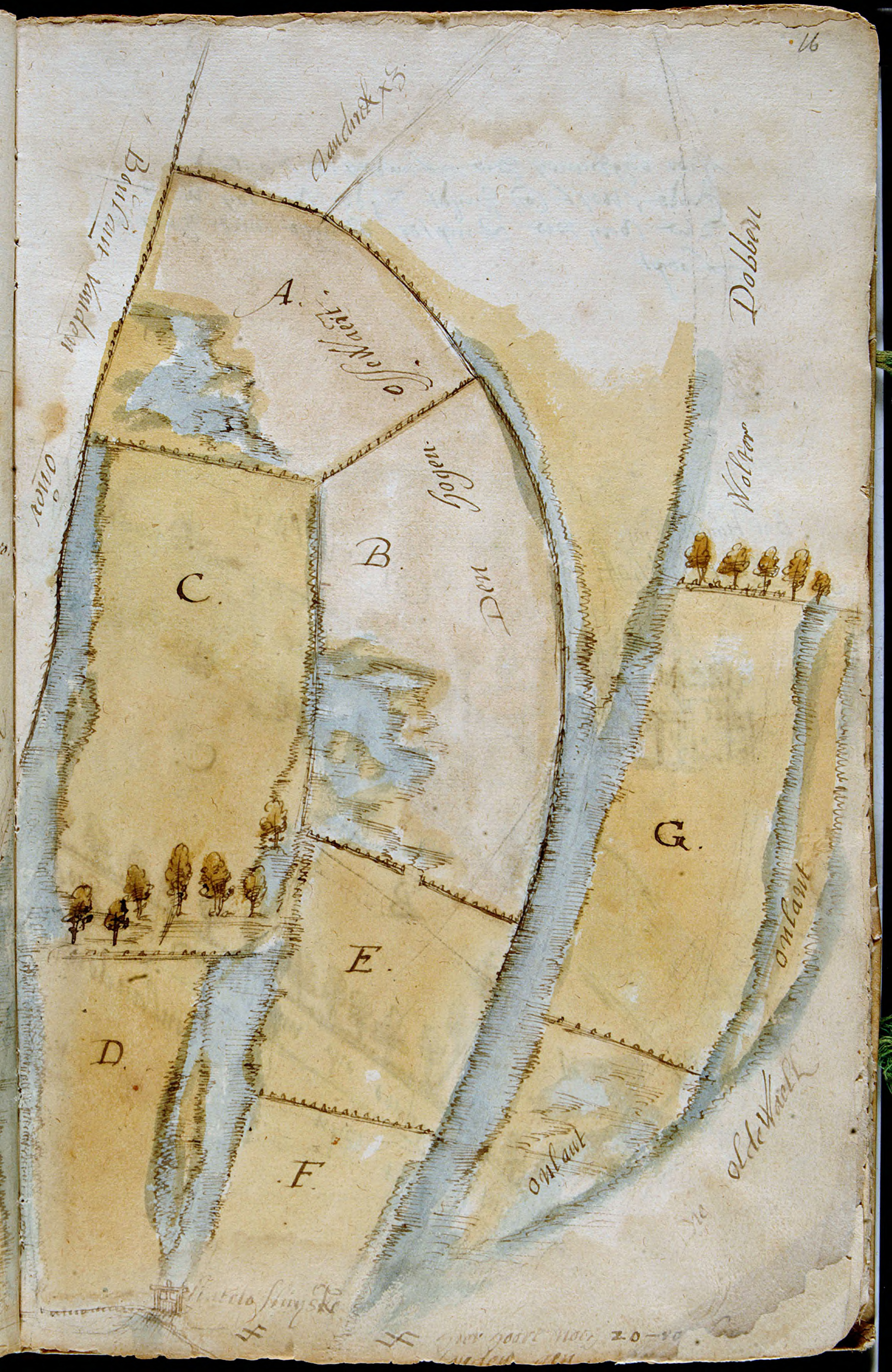
De in beslag genomen landerijen rondom Zutphen, getekend door Witteroos (1573)

### Zutphen
In 1572 werd Schoonhoven ingenomen door de watergeuzen, waardoor Witteroos en zijn gezin de stad moesten ontvluchten. Hij verzocht de Gelderse Rekenkamer om een vaste aanstelling, om zo aan een hoger en tevens vast inkomen te komen. Dit lukte niet, maar hij kreeg in november toestemming van het Hof van Gelre om de Spaanse belegering van Zutphen op tekening vast te leggen. Nadat de stad was ingenomen, bleef Witteroos daar nog twee jaar wonen terwijl hij in dienst was van Alva en diens zoon Don Frederik. Witteroos legde in die tijd de in beslag genomen landerijen van de stad vast op tekening.
Uiteindelijk kreeg Witteroos in december 1573 de vaste aanstelling bij het gewest Gelderland. Hij moest zich dan wel in Arnhem vestigen. Ondanks dat de Rekenkamer hem meermalen verzocht om Zutphen te verlaten was Witteroos in het voorjaar van 1574 nog steeds niet verhuisd.

### Vestingwerken van Arnhem
In mei 1574 gaf stadhouder Gilles van Marlyamont aan Witteroos het bevel om zich te gaan bemoeien met de Arnhemse vestingwerken. De in 1568 begonnen vernieuwing van deze vestingwerken was al na een jaar tot stilstand gekomen nadat ingenieur Francesco Orologio opeens was vertrokken. Witteroos moest nieuwe tekeningen maken op basis van de ontwerpen van Orologio. Tevens deed hij waterpassingen voor de stadsgrachten en controleerde hij of de Veluwse dorpen zich hielden aan hun verplichte leveringen van zand en arbeidskrachten. Tot slot konden Arnhemse burgers die bezittingen hadden buiten de Velperpoort en schade leden door de uitbreiding van de fortificaties, hun land door Witteroos laten opmeten teneinde een schadevergoeding te krijgen.

### Overlijden
Op 24 maart 1575 maakte Witteroos een dienstreis naar Deventer. De Rekenkamer was opdrachtgever maar had hem duidelijk gemaakt dat hij nergens toe verplicht was, gezien de onveilige situatie op de Veluwe. Witteroos kon het geld van deze opdracht echter goed gebruiken en besloot daarom de opdracht aan te nemen. Niet ver buiten Arnhem werd Witteroos overvallen en vermoord.

## Persoonlijk leven
De achternaam Witteroos was waarschijnlijk bedoeld als een soort pseudoniem. Hij tekende de kompasrozen op de kaarten in het wit of met een wit hart en soms gebruikte hij de afbeelding van een roos.
Witteroos kwam regelmatig in conflict met de Gelderse Rekenkamer, omdat hij de verdiensten ontoereikend vond. Hij was openlijk overtuigd van zijn eigen kwaliteiten en leek van mening dat dit door anderen onvoldoende op waarde werd geschat.
Thomas Witteroos was gehuwd met Janneken Willemsdochter. Het is niet bekend wanneer zij zijn getrouwd. Ook is het niet bekend hoeveel kinderen het echtpaar heeft gekregen. Na de dood van Witteroos bleef het gezin berooid achter.

## Werk
Witteroos was zowel kunstschilder als landmeter. Hij is echter alleen bekend van zijn landmeetkundige werken; het is onbekend wat hij als schilder heeft gepresteerd. In zijn kaarten en plattegronden vertoonde hij wel een elegante en zwierige tekenstijl, waarbij de artistieke vormgeving soms ten koste ging van de meetkundige betrouwbaarheid. Ook topografische details werden soms vrijer geïnterpreteerd dan ze in werkelijkheid waren.

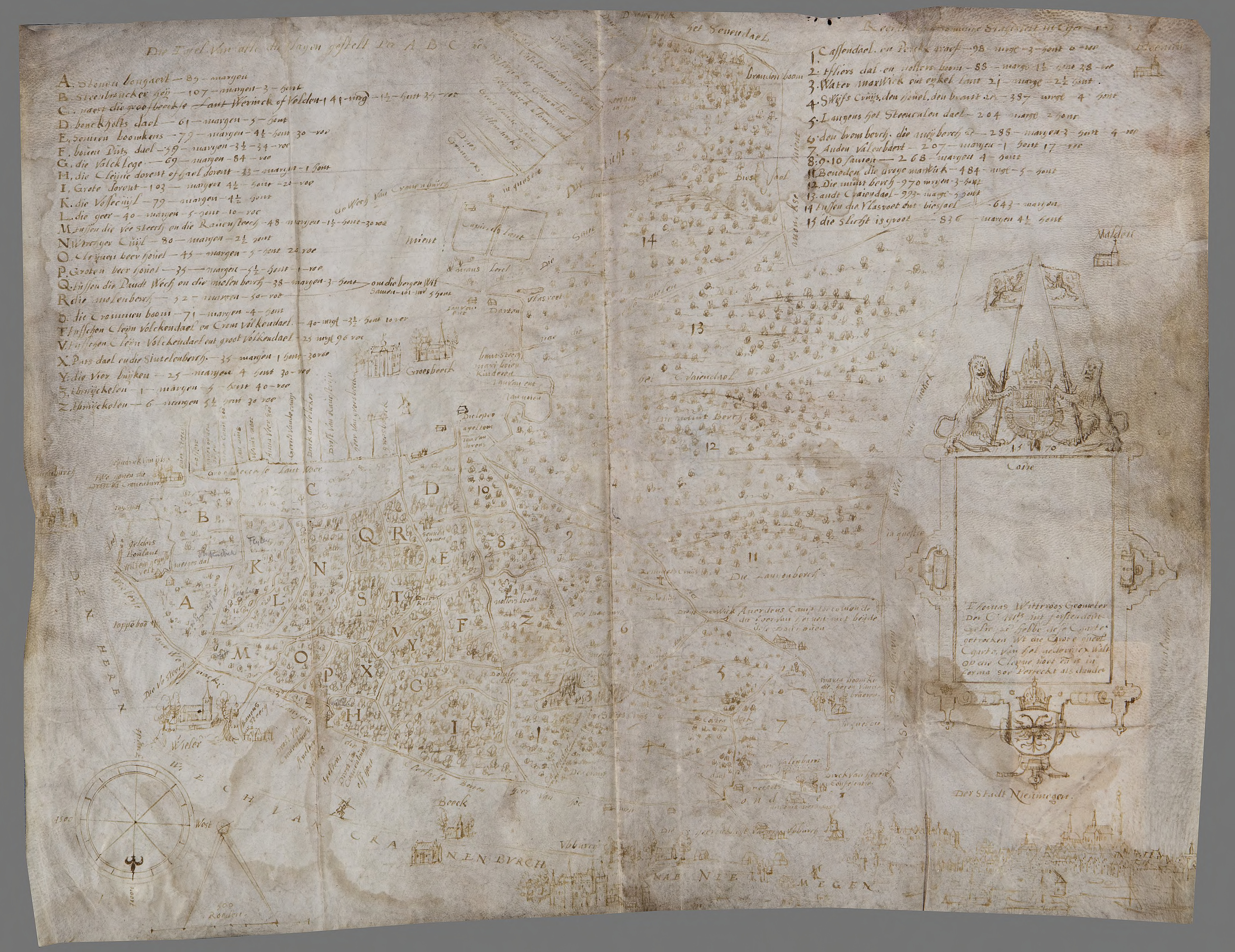
Het Nederrijkswald en omliggende plaatsen (1570)
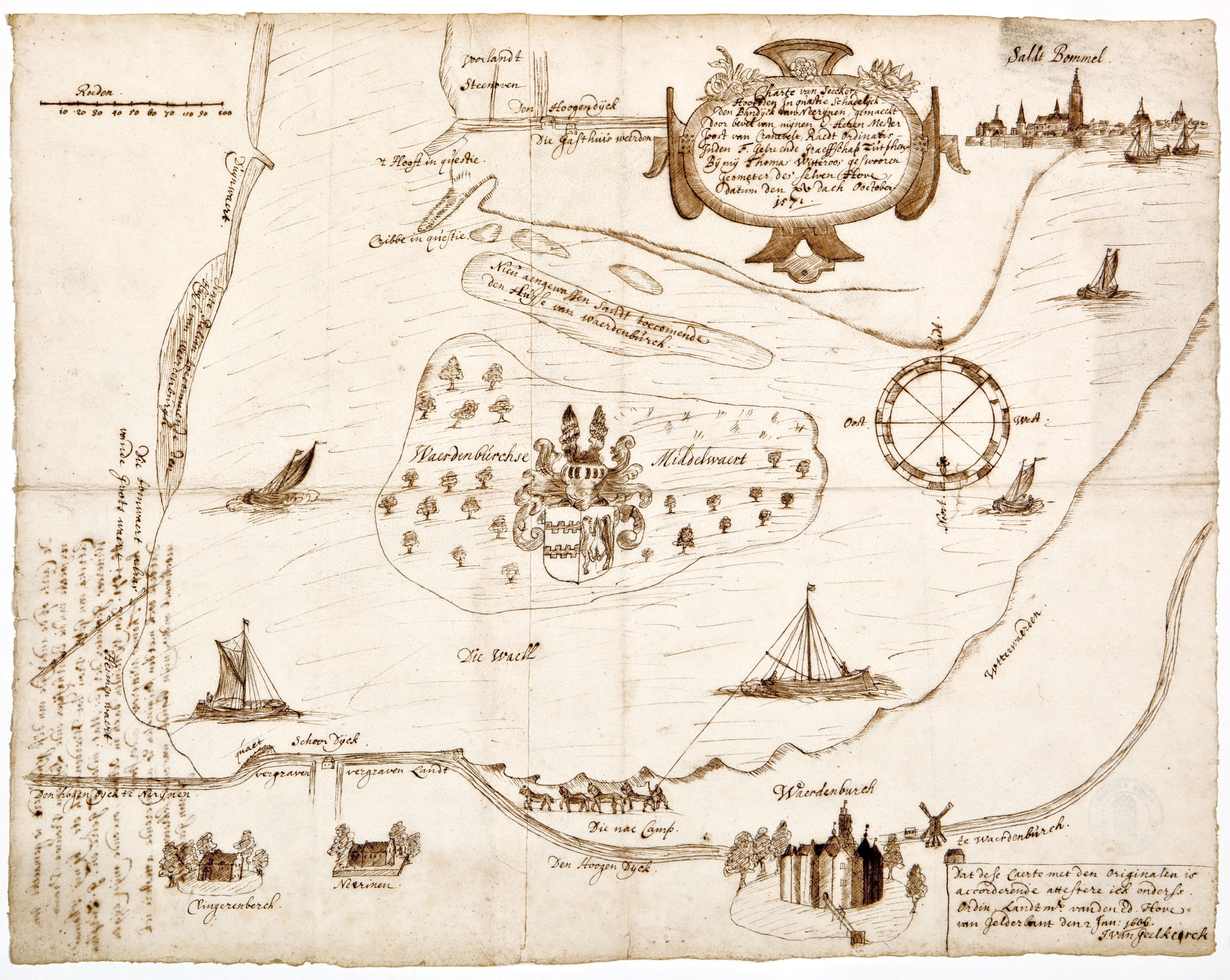
Kaart van hoofden in de Waal bij de bandijk van Neerijnen (1571)
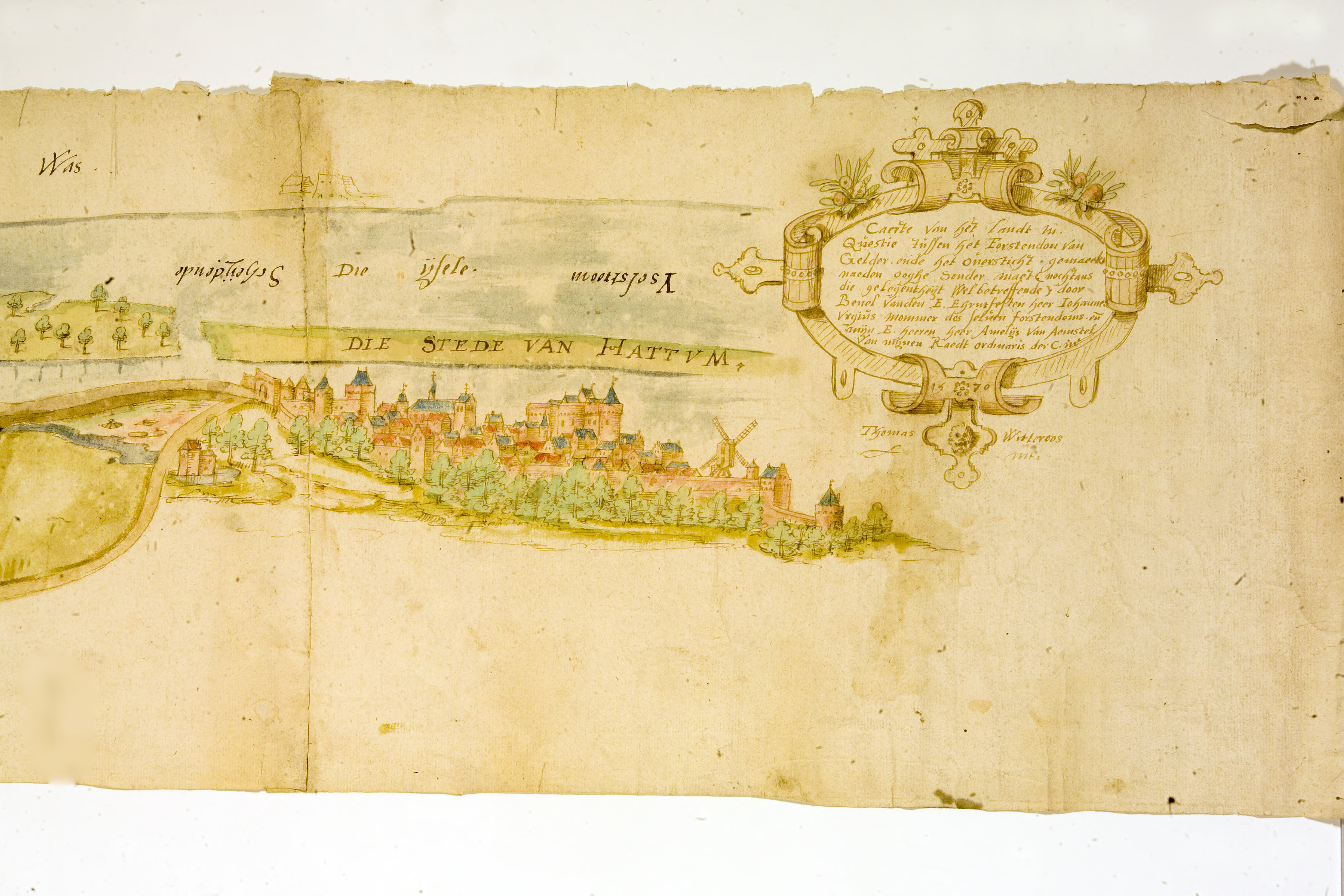
Hattem (1570)

- Biografisch Portaal: 00883739
- International Standard Name Identifier: 0000 0003 8940 189X
- Nederlandse Thesaurus van Auteursnamen: 071536027
- RKD-Nederlands Instituut voor Kunstgeschiedenis: 85207
- Virtual International Authority File: 282840305
- WorldCat: E39PCjJjChd9vf7fdXBJTBRJwy